# Isdromas yuendumui
Isdromas yuendumui är en stekelart som beskrevs av Ian D. Gauld 1984. Isdromas yuendumui ingår i släktet Isdromas och familjen brokparasitsteklar. Inga underarter finns listade i Catalogue of Life.